# Camps d'internement japonais pour civils belges en Chine

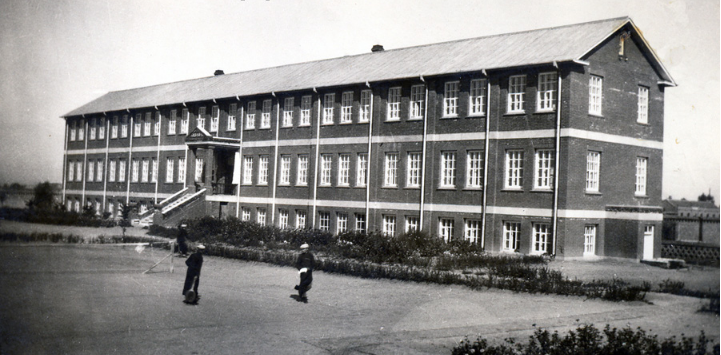
Séminaire de Szepingkai devenu camp d'internement en décembre 1941

De 1942 à 1945 les civils belges en Chine occupée par les Japonais furent internés.

## Présence belge en Chine fin1941
À cette période des Belges, et leur famille, se trouvaient en Chine à titre d’employés de grandes sociétés (Chinese Engineering and Mining Company, Compagnie de Tramways et Éclairage de Tientsin, Banque Belge pour l’Étranger, Crédit Foncier d’Extrême-Orient) ou de religieux (Scheutistes, Révérends Pères franciscains, Chanoinesse de Saint Augustin, Sœurs franciscaines, …).
Le recoupement de divers sources (archives des sociétés commerciales et de différentes congrégations religieuses) permet d’estimer à 298 laïcs et 284 religieux le nombre de civils belges en zone chinoise occupée par les Japonais.

## Relations Belgique-Japon
Jusqu’en décembre 1941 la relation entre les deux pays était celle de nations non belligérantes. En avril 1941, l’ambassadeur de Belgique en Chine occupée télégraphiait : « Étant donné vastes intérêts belges en Chine occupée par Japonais, je crois qu’en cas conflit entre Japon et Angleterre-Amérique, la Belgique devrait reste neutre et pas rompre relations avec Tokyo ».
Néanmoins le 20 décembre 1941 le ministre Spaak déclarait : « Signataire du Traité de Washington du 6 février 1922 et soucieux d’affirmer sa complète solidarité avec les États-Unis aux côtés desquels la Belgique lutte contre l’agression, le Gouvernement belge déclare que l’état de guerre existe entre le Belgique et le Japon ».

## Évolution de la situation pendant l'état de guerre
Immédiatement les Belges concernés virent leur liberté se restreindre, leurs comptes bancaires partiellement (puis définitivement) bloqués, et certains de leurs biens saisis (radio, automobile, armes à feu). De plus ils durent porter un brassard rouge avec un insigne indiquant la nationalité, ce qui permettait à la police japonaise de les distinguer des civils de pays européens neutres.

## Internement
Une convocation nominative ou familiale ordonnait de quitter leur lieu de résidence pour se rendre à telle gare pour rejoindre un Segregation Center, et était accompagnée d’une liste d’objets à emporter (vêtements pour toutes saisons, médicaments, aliments en conserve, produits de toilette, matériel de cuisine, literie). Immédiatement après leur départ, les Japonais saisissaient les biens restants.
Comme deux tiers des internés belges étaient des religieux la majorité des camps où ils furent envoyés, appelés ultérieurement Civil Assembly Center (CAC), furent des maisons ecclésiastiques (Weishien, Szepingkai,, ...). Le CAC de Weishien contenait 1 800 internés dont 500 religieux et religieuses.

## Vie quotidienne

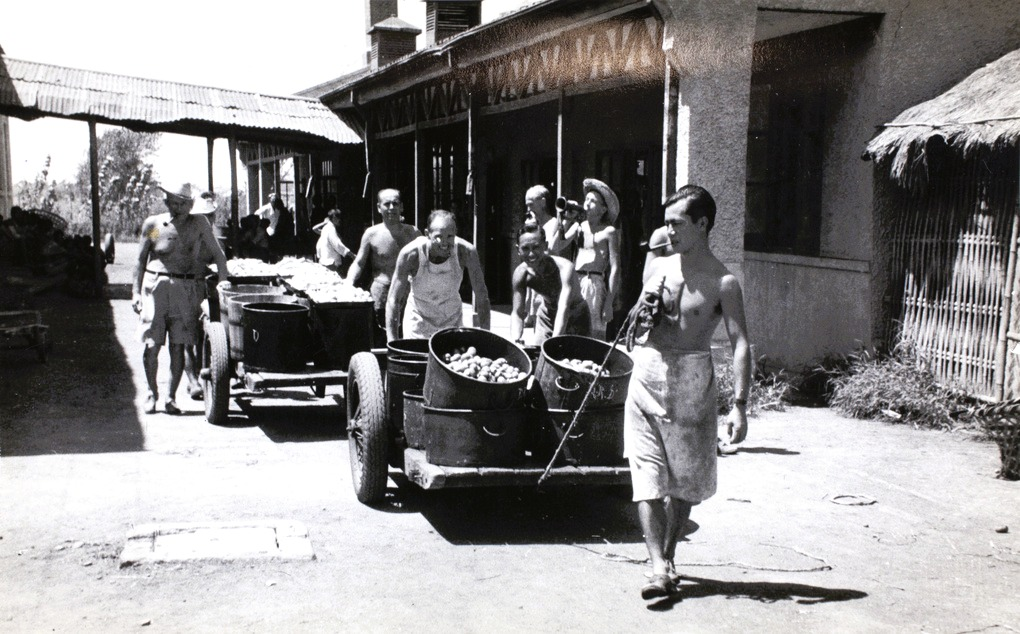
Transport de nourriture au CAC de Lunghua

Au début de l’internement les rations de nourritures furent correctes. De plus les internés avaient encore de l’argent pour compenser les manques. Mais vers la fin de la guerre il pouvait n’y avoir plus qu’un seul repas par jour.
Les internés civils n’étaient pas soumis au travail obligatoire mais toute la vie du camp (cuisine, coupe de bois de chauffe, entretien des latrines) était à leur charge. Un enseignement sommaire fut aussi organisé par les internés pour éviter une trop grande déscolarisation des enfants.
La correspondance via le CICR était permise, mais limitée à 25 mots écrits en anglais. La transmission fut très lente. Ainsi une lettre postée le 30 décembre 1944 de Yangzhou dans le Jiangsu n'est parvenue à Bruxelles que le 25 juillet 1945.

## Fin de la guerre
Après la capitulation japonaise, et à la suite des tensions croissantes entre communistes et nationalistes chinois, les Belges durent attendre plusieurs mois avant de quitter leur lieu d’internement.
Il faut noter que le traitement des civils belges internés en Chine ne fut pas aussi sévère que celui des civils hollandais en Indonésie ou des civils anglais à Hong Kong. Ils ne subirent pas de brimades physiques violentes, et il ne semble pas y avoir eu de perte de vie dans les camps.